# 選挙干渉
選挙干渉（せんきょかんしょう）とは、政治体制の支配勢力（たとえば明治憲法下の天皇制の軍・官僚勢力）や政権をもっている勢力が、選挙に際して自己のためになる候補者の当選、あるいは対立候補者の落選を図って、本来、公正に運用しなければならない警察・検察の取締り規定や行政上の権限を政略的に、党派的に行使することをいう。

## 戦前日本の選挙干渉
日本において、明治憲法下で行われた選挙干渉として、以下のものがよく知られている。

### 第2回衆議院議員選挙
1892年（明治25年）の第2回衆議院議員総選挙において、松方正義内閣、内務大臣品川弥二郎が行ったもの。
用いられた手法：　政府の候補擁立・資金提供、警察の選挙運動妨害・暴行・脅迫、言論規制、買収、開票不正
松方正義内閣時に民党が政府予算案を否決したため衆院が解散された。この時点において、ようやく藩閥政府側も衆院を押さえなければ予算案を通せず行政が思うに任せないことを理解し、内相品川弥二郎と次官白根専一の指揮の下で、民党候補者に対して選挙妨害が行われることになった。品川は地方長官に対し民党候補者に対し対立候補を立て、また民党候補者の活動を妨害するよう訓示、警察による戸別訪問や投票勧誘、民党候補者の演説会場襲撃、民党運動員に対する傷害行為等が行われた。民党側壮士団と警官隊との衝突も起こり、全国で民党側を中心に死者25名、負傷者388名が出たとされるが、『内務省史』においても「実際にはこれよりも多かったと推定してほぼ間違いない」としている。
2月12日には、民党と吏党の対立が激化し、選挙の応援演説のため兵庫県神戸市三宮を訪れた板垣退助を拳銃で狙撃しようとする「明治25年板垣退助暗殺未遂事件」が起きている。
それでも自由改進両党の協力もあって民党側が選挙には勝利、選挙後この選挙干渉は問題となり、品川内相の更迭や知事数名の転職・免官の措置がとられた。

### 第12回衆議院議員選挙
1915年（大正4年）の第12回衆議院議員総選挙において、大隈重信内閣内務大臣大浦兼武が行ったもの。
藩閥系元勲の後押しを受け大隈重信がかつて率いた憲政本党の流れをくむ立憲同志会などを与党として成立した第2次大隈重信内閣は野党である政友会と対立、1914年12月二個師団増設問題について衆院で否決され、衆院を解散した。このとき山県系官僚である大浦兼武内務大臣が大規模な選挙干渉（大浦事件）を行った。従来型の選挙妨害・干渉はそれまでも各地で散発していて、この時の選挙でも運動員の拉致などが起こったが、この選挙干渉時には、反対党の政友会候補者の立候補を財閥の圧力や買収により辞退させたり与党候補者に選挙資金（本来の選挙活動だけでなく有権者の買収のみならず壮士団を雇うためにも使われた）を提供するという新たな手口が現れた。選挙は、大隈重信の個人的人気とそのアイデアを凝らした選挙戦により与党側が圧勝した。
しかし、選挙後、内相大浦は知人でもあった候補者を勝たせるための反対派の立候補辞退にからむ収賄罪で告訴され、さらに議会内での買収容疑が発覚、辞職引退を余儀なくされた。

### 第16回衆議院議員選挙
初めての男子普通選挙として行われた第16回衆議院議員総選挙において、田中義一内閣のもとで検事総長，法相の経歴をもつ内務大臣鈴木喜三郎が行った選挙干渉・妨害。
当時、選挙法も改正され、戸別訪問が禁止されるなど選挙運動の規制も強化されていたものの、野党の民政党や新興の無産諸政党に対して干渉が行われた。選挙に先だって政府は民政党に同調的とみられる各県知事、内務部長、警察部長らの大幅な更迭・異動を行い、政友会系の人間で固めた。野党候補者や運動員には刑事の尾行がつき、選挙事務所に刑事を張り込まみ妨害を行った。安寧秩序の維持を理由に演説会を中止させたり、ビラの押収なども頻繁に起こった。また、投票前日には鈴木内相は声明を発表、民政党綱領の議会中心政治は不穏な思想で日本の国体に相いれないと断言した。この選挙結果は、与党政友会が民政党より1議席多いだけにとどまった。鈴木内相への弾劾が行われ、政府側が野党議員の誘拐・懐柔まで図る中、鈴木内相は辞任する。
野党側は対策としてそれまでもアイデアとしてあった「選挙干渉監視係」を設け、旧知事らを任命、直ちに告発する形で対抗した。他面、それまで権力側の選挙干渉に対する野党側の主な対抗策は買収であった（権力・与党側も買収を行っていた。）が、普通選挙になれば対象範囲が拡大するので実行困難になるのではないかという期待に反し、買収の規模・範囲が拡大することとなった。

### 第21回衆議院議員選挙
1942年（昭和17年）の第21回衆議院議員総選挙において、軍部や大日本翼賛壮年団（翼壮）などが翼賛政治体制協議会（翼協）非推薦候補（「自由候補」と呼ばれた）に対して行ったもの。

## 作為と不作為
大日本帝国憲法下の選挙では、この体制擁護と政権擁護の二種の選挙干渉がしばしば行われたが、それには反対派の選挙運動を過度にきびしく取り締まる「作為」の干渉と自派の選挙運動に対して取締りの手をゆるめたり、選挙違反を見のがしたりする「不作為」のそれと二様の方法がある。
ただし、これ以外の選挙でも、内務大臣が府県知事や警察幹部の人事を握っていた事を利用して、人事権を盾に地方の官吏や警察を動員して公然・非公然の圧力をかけるケースがあった。特に政党内閣期にはその弊害が強く、政権交代が起きるたびに予め来るべき選挙に備えて反対党の前政権が任命した知事や警察幹部を更迭して、自党を支持する内務官僚を任命する人事が横行し、こうした人事は「党弊」と呼ばれて非難を浴びた。

## 戦後日本の選挙干渉
日本国憲法下の2014年、第47回衆議院議員総選挙の為の衆議院解散前日の11月20日付でNHKと在京民放テレビ局に対し、与党の自由民主党筆頭副幹事長萩生田光一・報道局長福井照の連名で
- 出演者の発言回数や時間：「出演者の発言回数や時間などは公平を期す」
- ゲスト出演者の選定：「ゲスト出演者などの選定についても公平中立、公正を期す」
- テーマ選び：「テーマについて特定政党出演者への意見の集中などがないようにする」
- 街頭インタビューや資料映像の使い方：「街頭インタビュー、資料映像などでも一方的な意見に偏らない」

と、4項目について「公平中立、公正」の確保を要望する内容の文書が渡されていた。公正中立を求める要望自体は以前から、また今回の野党からもなされているが、毎日新聞によれば、公示前に細かに注意を求める内容の要望が行われるのは異例であるという。またこの要望に対し、報道の編集権に介入するのは選挙干渉であるとして、日本民間放送労働組合連合会が抗議した。